# 瓦尔豪森 (图林根州)
瓦尔豪森（德語：Wahlhausen）是德国图林根州的市镇，隶属于艾希斯费尔德县。总面积为7.22平方千米，截至2023年12月31日总人口为295人。